# Saïda Sarray
Saïda Sarray (arabe : سعيدة السراي), née le 22 mai 1975 à Gabès et morte le 6 novembre 2016 à Paris, est une actrice tunisienne.

## Filmographie
- 1997 : Motahadi de Moncef Kateb : Naouel
- 2004 : Hissabat W Akabat de Habib Mselmani
- 2005 : Aoudat Al Minyar d'Ali Louati et Habib Mselmani
- 2006 : Nwassi w Atib d'Abdelkader Jerbi et Allala Nwayria
- 2007 :
  - Layali el bidh[3] de Habib Mselmani: Nada
  - Kamanjet Sallema de Hamadi Arafa et Ali Louati
  - Lemguerid de Jamel Salem et Ghafel Fadhel
- 2009 : Wiaad El Madhi de Asmahan Tawfik et Daïj Khalifa Sabbah
- 2015 : Nsibti Laaziza de Slaheddine Essid et Younes Ferhi (invitée d'honneur des épisodes 13 et 14 de la saison 6) : Monia